# محمية الكانوب
محمية الكانوب هي محمية حكومية تقع في الجزء الشمالي من بلدة سعير في محافظة الخليل، تمتد على مسافة 127 ألف دونم وتعتبر بذلك من أكبر المحميات في جنوب الضفة الغربية، ويطغى عليها المشهد الصحرواي. ترتفع عن سطح البحر 750متر وتنخفص في مناطق اخرى 200 متر عن سطح البحر، ويتراوح معدل الأمطار السنوي فيها من 200-400 ملم. وترتبط أراضيها مع أراضي برية بني نعيم وأراضي سعير وتمتد لتلتقي مع أراضي عرب الرشايدة وصحراء البحر الميت، ويقع بجوارها واد الحجار الذي يحتوي على أكثر من 20 بئر قديم وأراضي زراعية مليئة بالمزروعات البعلية بمساحة 500 دونم، مما جعلها من المسارات الفلسطينية الشهيرة.

## النباتات والحيوانات
تنمو في المحمية أنواع مختلفة من الشجيرات مثل الرتم والسدر والشيح، والجعدة والعكوب والزعتر والخبيزة. وهذا جعلها منطقة للرعي الجائر لسكان الكعابنة والرشايدة. ويتواجد فيها الوعل الذي يتواجد بكثرة في منطقة البحر الميت، ومجموغة مختلفة من أنواع الطيور.

## تهديد المحمية
أما الأخطار الرئيسية التي تهدد البيئة الطبيعية للمنطقة لا تزال تشمل الرعي الجائر، وقطع الأشجار، والصيد. لذا تقوم سلطة جودة البيئة بتنظيم مسارات وتدخلات ميدانية لحماية المحمية والحفاظ عليها من خلال تركيب لوحات إرشادية تعريفية لمسار سياحي بيئي في المحمية، وتوزيع بروشورات تعريفية عن المحمية و توعية المواطنين بأهمية المحميات وضرورة الإلتزام بعدم الإضرار بالطبيعة الفلسطينية.